# Tombeau de Poussin

Le tombeau de Poussin est l'appellation trompeuse d'un ancien monument funéraire, situé sur la commune française de Peyrolles, dans l'Aude. Il en a souvent été fait mention dans des œuvres ésotériques tournant autour du Prieuré de Sion et de Rennes-le-Château.

## Le tombeau
Le tombeau de pierre était situé sur une colline à cinquante mètres de la route départementale 613, qui relie Couiza avec Arques, près du hameau des Pontils. Il avait la forme d'un parallélépipède rectangulaire dont les bords supérieurs étaient biseautés, le tout sur un petit socle en pierre. Enduit d'une couche de ciment, il ne portait aucune inscription. 

## Histoire
En 1903, Jean Galibert, alors propriétaire des Pontils, fait réaliser une tombe simple comme sépulture pour sa femme et sa grand-mère.
En 1921, lorsque la famille Galibert vend la propriété et déménage à Limoux, les corps sont exhumés et ré-inhumés au cimetière de Limoux. Les nouveaux propriétaires sont Emily Rivarès et son fils Louis Bertram Lawrence. L'année suivante, ce dernier fait enterrer dans ce tombeau désaffecté sa grand-mère récemment décédée. Ce n'est qu'après la mort de la mère de Lawrence en 1931 ou 1932, que le monument de pierre connu par les œuvres ésotériques est érigé sur la colline au lieu de la simple tombe plate précédente. Ce qui n'est pas inhabituel le long des routes dans le sud de la France.

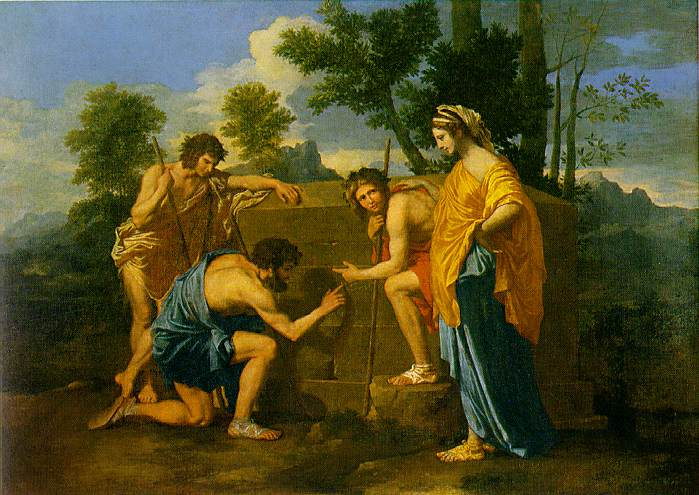
Nicolas Poussin, Et in Arcadia ego (1638–1640)

En 1988, à la suite d'une profanation de la sépulture, le propriétaire du site fait démolir le tombeau en raison des incessantes intrusions sur son terrain.

## L'appellation
L'appellation tombeau de Poussin est basée sur l'hypothèse erronée que Nicolas Poussin aurait représenté cette tombe en 1640 sur sa toile Et in Arcadia ego, et y aurait donné des indices ésotériques : 
- la formule serait l'anagramme de I ! Tego arcana dei, c'est-à-dire Va ! je possède le secret de Dieu[1] ;
- ou encore, en rajoutant le verbe sum au titre, on trouverait l'anagramme de Iesu Arcam dei tango, ce qui signifierait je touche le tombeau de Jésus-Dieu[2].

Bien que la tombe représentée sur la toile est très semblable à celle des Pontils, cette théorie n'a aucun fondement réel, la tombe ayant été construite dans les années trente du XXe siècle, et on n'a aucune raison de penser qu'un monument semblable aurait pu exister au même endroit,,.

## Le rôle de la tombe dans le mythe de Rennes-le-Château
Parmi les auteurs qui ont traité des secrets de Rennes-le-Château, de Bérenger Saunière et du Prieuré de Sion, ou encore de l'emplacement du Saint Graal, du trésor des Templiers ou du tombeau de Jésus-Christ, nombreux sont ceux qui ont donné au tombeau de Poussin une certaine importance dans leurs théories. Ils se fondent en général sur l'hypothèse selon laquelle Poussin aurait voulu donner des indices d'un secret dans l'expression latine grammaticalement incomplète Et in Arcadia ego, gravée sur le tombeau dans ses peintures. Les auteurs ont fondé leurs déductions sur des analyses complexes des formes géométriques du tableau et de la tombe qui y est représentée, dans lesquels ils découvrent des indications géographiques. 
Bien entendu, la tombe ayant été construite trois siècles après la réalisation du tableau, il est difficile qu'elle y ait été décrite comme une cachette secrète.

## Source de la Traduction
- (de) Cet article est partiellement ou en totalité issu de l’article de Wikipédia en allemand intitulé « Tombeau de Poussin » (voir la liste des auteurs).